# William Ferguson
Pas d'image ? Cliquez ici
William Ferguson, surnommé Willie, est un pilote automobile sud-africain né le 6 mars 1940 à Johannesbourg et décédé le 19 mai 2007 à Durban. Il participa à de nombreuses courses de monoplaces en Afrique du Sud, dont deux saisons complètes du Championnat d'Afrique du Sud de Formule 1. Il tenta également de prendre le départ du Grand Prix automobile d'Afrique du Sud 1972.

## Carrière
William Ferguson commence sa carrière en 1960 par des courses de Formule Vee en Afrique du Sud.
En 1970, il passe à la catégorie supérieure en pilotant la Lola T142 de Doug Serrurier en championnat d'Afrique du Sud de Formule 1 dans la catégorie Formule 5000. Avec un podium au Rand Winter Trophy, il termine sixième du championnat exæquo avec Paddy Driver.
Il poursuit en 1971 avec une Surtees TS5 puis une Surtees TS8 et monte à trois occasions sur le podium. Il se classe cinquième du championnat, à égalité avec John McNicol.

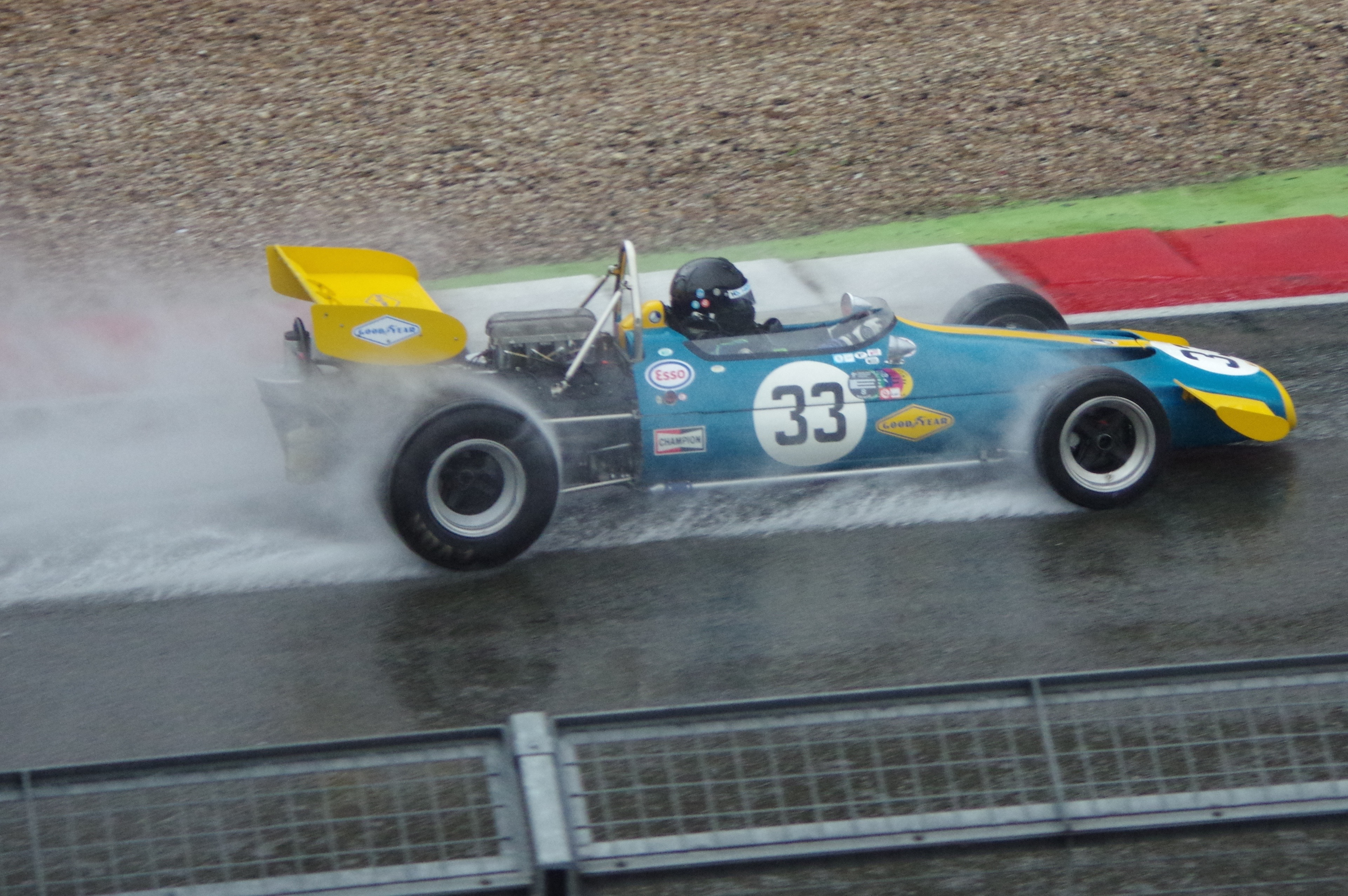
Une Brabham BT33 comparable à celle que William Ferguson pilote.

En 1972, il achète une Brabham BT33 afin de courir dans la catégorie Formule 1 du Championnat d'Afrique du Sud. Il termine troisième de sa première course, le Highveld 100. Fort de ce résultat, il s'inscrit au Grand Prix automobile d'Afrique du Sud 1972 qui compte pour le championnat du monde de Formule 1. La Surtees TS9 du Team Gunston étant finalement confiée à John Love, il utilise sa Brabham BT33 ; lors du warm-up il casse son moteur et ne peut prendre part à la course alors qu'il s'était qualifié en dernière position. Il vend sa Brabham à John Love et de retourne en championnat d'Afrique du Sud de Formule 1, catégorie Formule 5000. Il détruit la Surtees TS8 que le Team Gunston lui avait confié lors des essais libres du South African Republic Festival Trophy et met un terme à sa carrière de pilote automobile.
William Ferguson meurt le 19 mai 2007 à Durban, des suites d'un cancer.

## Résultats en championnat du monde de Formule 1
| Saison | Écurie             | Châssis                  | Moteur           | Courses   | Victoires | Podiums | Pole positions | Meilleurs tours | Points | Classement |
| ------ | ------------------ | ------------------------ | ---------------- | --------- | --------- | ------- | -------------- | --------------- | ------ | ---------- |
| 1972   | Team Gunston Privé | Surtees TS9 Brabham BT33 | Ford-Cosworth V8 | 0 (1 Np.) | 0         | 0       | 0              | 0               | 0      | Nc.        |

## Résultats en championnat d'Afrique du Sud de Formule 1
| Saison | Écurie             | Châssis                  | Moteur               | Courses | Victoires | Podiums | Pole positions | Meilleurs tours | Points | Classement |
| ------ | ------------------ | ------------------------ | -------------------- | ------- | --------- | ------- | -------------- | --------------- | ------ | ---------- |
| 1970   | Doug Serrurier     | Lola T142                | Ford V8              | 9       | 0         | 1       | 0              | 0               | 12     | 6e         |
| 1971   | Privé              | Surtees TS5 Surtees TS8  | Ford V8 Chevrolet V8 | 11      | 0         | 3       | 0              | 0               | 26     | 5e         |
| 1972   | Privé Team Gunston | Brabham BT33 Surtees TS8 | Ford V8              | 2       | 0         | 0       | 0              | 0               | 4      | 11e        |